# Когда опускается ночь
«Когда опускается ночь» (англ. When Night is Falling) — канадская мелодрама 1996 года режиссёра Патрисии Розема. Прообразом фильма послужила картина «Всё, что позволят небеса» 1955 года, рассказывающая о женщине, преодолевающей осуждающее мнение общественности на пути к своей любви.

## Сюжет
Камилла (Паскаль Бюссьер) работает в христианском колледже преподавательницей. Там же преподаёт её жених — Мартин (Генри Черни). В результате несчастного случая гибнет собака Камиллы. Девушка, не в силах сдержать чувств, плачет в общественной прачечной, чем привлекает к себе внимание Петры (Рэйчел Кроуфорд). Петра сочувствует горю Камиллы, помогает ей собрать вещи из автомата.
Дома Камилла обнаруживает, что по ошибке взяла вещи Петры. Она отправляется её искать и находит в передвижном цирке, который остановился в городе, где Петра работает одной из участниц выступлений. В разговоре выясняется, что Петра нарочно подменила вещи, чтобы ещё раз встретиться с Камиллой. Камилла поражена открыто выраженными чувствами Петры и быстро уходит. Но теперь уже Петра отправляется искать Камиллу.
Знакомство продолжается и постепенно Камилла влюбляется в открытую жизнерадостную Петру. Это вызывает острую внутреннюю борьбу в её душе, где религиозное сознание сталкивается с пробудившимися чувствами, что приводит её к высказываниям о более терпимом отношении церкви к гомосексуальности.
Камилла разрывает с женихом, коллеги также её не понимают. Острый кризис приводит к попытке самоубийства, но её удаётся спасти. Бросив работу, Камилла уезжает с цирком, решив остаться с любимой.

## В ролях
| В ролях         |  | Персонаж |
| --------------- |  | -------- |
| Паскаль Бюссьер |  | Камилла  |
| Рэйчел Кроуфорд |  | Петра    |
| Генри Черни     |  | Мартин   |